# Relay FM
Relay FM是一個由邁克·赫爾利和斯蒂芬·哈克特在2014年8月14日創立的播客網絡，涵蓋的內容包括筆、電子遊戲、手提應用程式開發、創業及提高工作效率等。網絡上的播客主持人包括Gizmodo上的科技版編輯克里斯蒂娜·沃倫；Youtuber及另一獨立播客「Hello Internet」的主持人CGP Grey；Polygon上的影片剪輯師西蒙·德·羅什福爾；「Accidental Tech Podcast」的凱西·利斯、馬科·阿門特和約翰·錫拉庫扎，及Giant Spacekat的創辦人之一布賴恩·吳。

## 外部連結
- 官方网站